# تله شهادت دروغ
تلهٔ شهادت دروغ به معنی تله‌گذاری برای فردی و کشاندن او به دروغ‌گویی تحت سوگنداقدامی است که برخی از دادستان‌ها ممکن است انجام دهند به اين صورت که فردی را به شهادت فرا می‌خوانند، از او تعهد می‌گیرند که چیزی جز حقیقت نگوید (فرد در دادگاه سوگند می‌خورد)، بعد به شکلی فریبش می‌دهند که مطلبی بگوید که خلاف واقع باشد. نهایتاً به این شکل وی را به شهادت دروغ و نقض سوگند متهم می‌کنند و شهادتشان را به کل باطل می‌کنند. به این شکل امکان استفاده از سایر شهادت‌های آن شاهد، توسط وکیل مدافع متهم یا دادگاه هم از بین می‌برند.
در قوانین حقوقی و کیفری ایران، شهادت دروغ آثار زیر را دارد:
- سه ماه و یک روز تا دو سال حبس یا یک میلیون و پانصد هزار تا دوازده میلیون ریال جزای نقدی (ماده ۶۵۰ قانون اسلامی)
- حکمی که بر پایه آن شهادت وضع شده باشد باطل می‌گردد و در صورت ایجاد خسارت باید غرامت توسط شاهد پرداخت شود.[۲]